# Schillerdenkmal (Breslau)

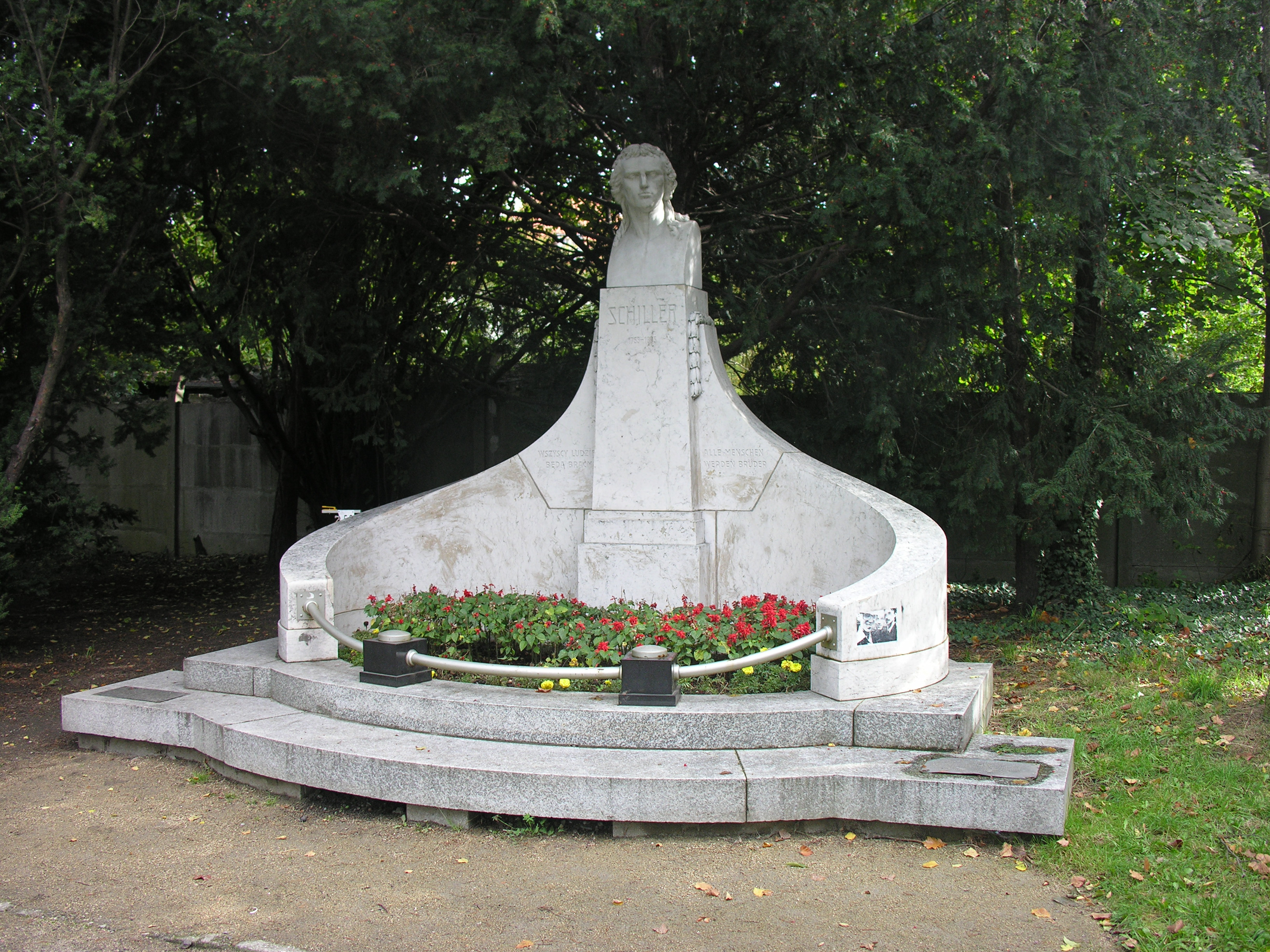
Rekonstruiertes Schillerdenkmal Breslau (Aufnahme 2007)

Das Schillerdenkmal in Breslau steht im Scheitniger Park im Stadtteil Scheitnig.
Es wurde ursprünglich der Breslauer Schillergesellschaft errichtet und am 9. Mai 1905 eingeweiht, dem 100. Todestag des Dichters Friedrich Schiller. 
Die Architektur des Denkmals gestaltete der Breslauer Architekt Felix Henry. Der Unterbau bestand aus Oberstreiter Granit, der obere Teil aus Hauteville-Marmor. Die Porträtbüste Schillers aus Laaser Marmor schuf der Berliner Bildhauer Ludwig Manzel in enger Anlehnung an die berühmte, zu Schillers Lebenszeit entstandene Büste des Bildhauers Johann Heinrich Dannecker.
In der Schlacht um Breslau wurde das Denkmal 1945 zerstört. Ein halbes Jahrhundert später entstand unter Beteiligung der Gesellschaft für polnisch-deutsche kulturelle Zusammenarbeit „Theater an der Oder“ e. V. eine Rekonstruktion des Denkmals, die am 9. Mai 1995 enthüllt wurde, dem 190. Todestag Schillers und 50. Jahrestag der Beendung des Zweiten Weltkriegs.